# 195 Broadway
195 Broadway, auch bekannt als Telegraph Building oder Western Union Building, ist ein Bürohochhaus in Lower Manhattan in New York City, USA. Es steht neben der bekannten St. Paul’s Chapel nah am World Trade Center.

## Geschichte
Das Hochhaus, das nach seiner Adresse 195 Broadway benannt wurde, war einst der Hauptsitz von AT&T und Western Union. Schon zuvor befand sich auf dem Grundstück das alte Hauptquartier der Western Union. Das 1875 erbaute Western Union Telegraph Building gilt mit seinen 70 Metern als erster moderner Wolkenkratzer New Yorks und war seinerzeit das höchste weltweit. Nach dem Abriss wurde das heutige Gebäude von 1912 bis 1916 im Stil des Neoklassizismus erbaut und eröffnet. Endgültig fertiggestellt wurde es aber erst 1922. Der Architekt war William Welles Bosworth.
1983 erwarb der Unternehmer Peter Kalikow für 70 Millionen Dollar das Hochhaus und ließ es renovieren. Er ließ zwei kleine Nebengebäude an der Church Street abreißen, um dort das Bürogebäude baulich zu erweitern, entschied sich aber stattdessen für den Bau eines Hotels. Dieses entstand bis 1992 direkt an der Westseite von 195 Broadway als Millennium Downtown New York Hotel, welches sich mit seiner dunklen Glasfassade kontrastreich von der hellen Granitfassade des AT&T Buildings abhebt. Kalikow verkaufte 195 Broadway im Jahr 2005 für 300 Millionen US-Dollar an die L&L Holding Company. Am 25. Juli 2006 stellte die New York City Landmarks Preservation Commission das Bürohochhaus als Wahrzeichen (Landmark) der Stadt unter Denkmalschutz.

## Beschreibung

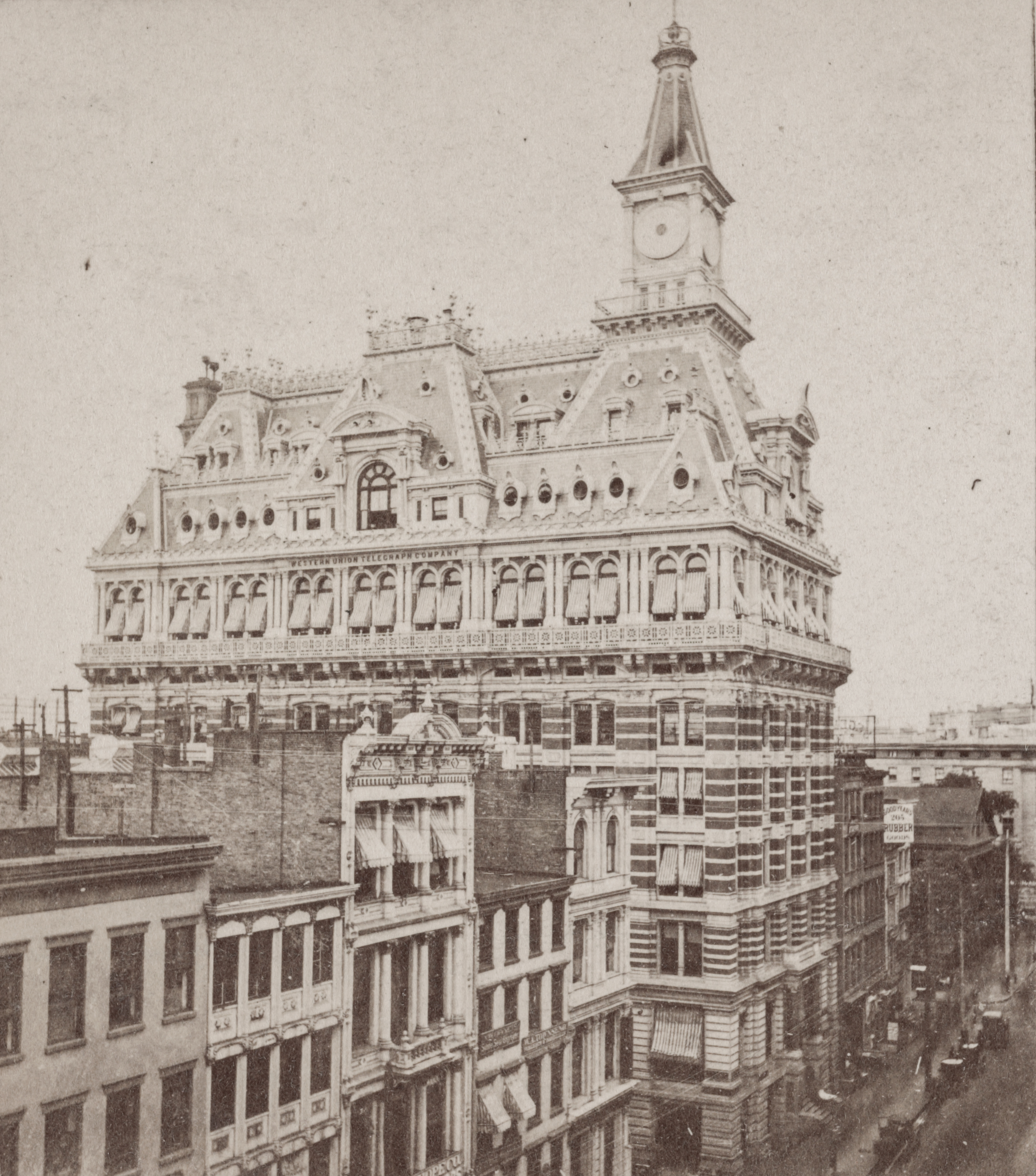
Das Western Union Telegraph Building befand sich zuvor an der Stelle des heutigen Hochhauses

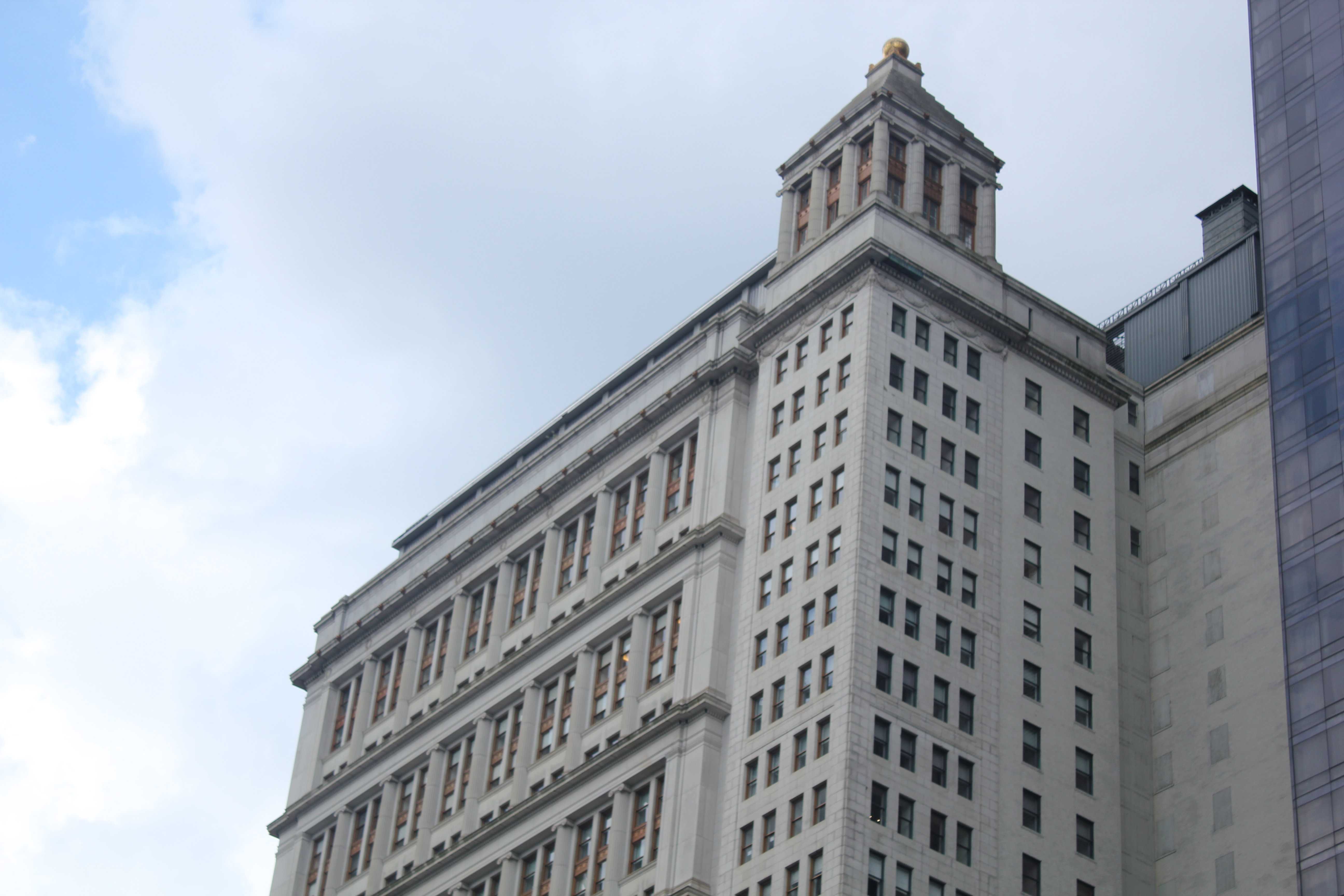
Blick auf den oberen Teil von 195 Broadway mit dem 10 m hohen Turm (Campanile) auf der Gebäudeecke

195 Broadway befindet sich im Financial District von Manhattan an der Fulton Street zwischen Broadway und Church Street. Am Broadway liegt gegenüber der U-Bahnhof und Verkehrsknotenpunkt Fulton Center, zu dem das Gebäude einen Zugang besitzt.
Das Gebäude besitzt 29 Stockwerke, die 28. und 29. Etage befinden sich hierbei in einem Eckturm, der wie ein Campanile gestaltet ist. Ebenfalls als 28. Etage zählt ein zusätzlich errichtetes Staffelgeschoss. Das Hochhaus hat eine Gesamthöhe von 128,6 m (422 Fuß) und verfügt über 97.813 m² Bürofläche. Die im griechischen Architekturstil gestaltete Fassade besteht aus weißem Vermont-Granit und grauen Granitsäulen im dorischen und ionischen Stil und weist verschiedene griechisch inspirierte Ornamente auf. Das Bürohochhaus war lange Zeit von der Telekommunikationsgesellschaft AT&T angemietet, bevor diese 1984 in den Turm an der 550 Madison Avenue umzog. 195 Broadway wird von verschiedenen Firmen weiterhin als Bürogebäude genutzt.